# 罗伯特·卡莫迪
罗伯特·卡莫迪（英語：Robert Carmody，1938年9月4日—1967年10月27日），美国男子拳击运动员。他曾代表美国参加1964年夏季奥林匹克运动会拳击比赛，获得一枚铜牌。他于1967年在越南战争中去世。